# Grupo de combate Anfibio Hispano-italiano

Escudo del Grupo de combate Anfibio Hispano-Italiano

El Grupo de combate Anfibio Hispano-Italiano es uno de los Grupos de combate de la Unión Europea. Consiste en una fuerza de 1500 soldados de infantería de Marina aportados por los países participantes.

## Países participantes
- España
- Italia
- Portugal
- Grecia

Cuarteles generales:
- España: Rota
- Italia: Brindisi

## Orden de batalla
La unidad emplea una organización modular. 

### SILF
El núcleo primario de la unidad está constituido por la Fuerza de Desembarco Hispano-Italiana (SILF):
- Brigada Española de Infantería de Marina
- Brigada marina "San Marco" de Italia.

### SIAF
Tiene también unidades adjuntas de la Fuerza Anfibia Hispano-Italiana (SIAF) de la Armada española y la Marina italiana:
- Portaaeronaves
  - Cavour

- Buque LHD
  - L-61 Juan Carlos I
- Buque LHA 
  - Giuseppe Garibaldi (C 551)

- Buques de asalto anfibio
  - L-51 Galicia
  - L-52 Castilla
  - L-9892 San Giorgio
  - L-9893 San Marco
  - L-9894 San Giusto